# Quad Ultra eXtended Graphics Array
 (décembre 2022).
Si vous disposez d'ouvrages ou d'articles de référence ou si vous connaissez des sites web de qualité traitant du thème abordé ici, merci de compléter l'article en donnant les références utiles à sa vérifiabilité et en les liant à la section « Notes et références ».
 (décembre 2022).
Le QUXGA ou Quad Ultra eXtended Graphics Array est un standard d'affichage dont la définition est de 3 200×2 400 pixels, soit 7 680 000 pixels.
Dans le cadre des moniteurs, la proportion de l'écran est de 4/3 (largeur / hauteur) ; c’est-à-dire que la largeur est 1,333… fois plus grande que la hauteur.